# Take a Vacation!
Take a Vacation! é o álbum de estréia da banda americana de rock alternativo The Young Veins e o primeiro projeto musical pela Ryan Ross e Jon Walker após a saída do Panic! at the Disco.